# Quattro passi sul lenzuolo
Quattro passi sul lenzuolo (Loving Couples) è una commedia del 1980 diretta da Jack Smight.

## Trama
Evelyn Lucas, medico di successo a Beverly Hills, è sposata con Walter, chirurgo altrettanto realizzato, ma marito completamente assorbito dal lavoro. Quando l'insoddisfatta Evelyn conosce Greg, giovane e aitante agente immobiliare, ne nasce una frequentazione neanche troppo clandestina. Stephanie, presentatrice meteo di un'emittente televisiva locale e fidanzata di Greg, decide di rivelare la tresca a Walter, presentandosi con un pretesto nel suo studio. Dopo poco tempo Stephanie e Walter iniziano una relazione per ripicca nei confronti dei rispettivi partner.

## Produzione
Il film fu prodotto da Renée Valente per la Time Life Films e girato a San Diego e a Los Angeles (all'Ambassador Hotel) in California.

## Distribuzione
Il film fu distribuito negli Stati Uniti il 24 ottobre 1980 dalla Twentieth Century Fox.
Distribuzione internazionale del film:
- in Canada il 4 settembre 1980 (Toronto Film Festival, première)
- in Australia il 18 giugno 1981
- in Portogallo il 3 dicembre 1981 (Amigos e Amantes)
- in Finlandia il 26 febbraio 1982 (Rakastavat parit)
- in Danimarca il 23 aprile 1982 (Har du prøvet med en læge?)
- in Spagna il 5 luglio 1982 (Cambio de esposas)
- in Germania Ovest (Ein Walzer vor dem Frühstück)
- in Grecia (Ela n' allaxoume tis gynaikes mas)
- in Svezia (Kärleksbytet)
- in Francia (L'amour à quatre mains)
- in Polonia (Zakochane pary)
- in Italia (Quattro passi sul lenzuolo)

### Edizione italiana
Nella versione per l'home video le voci sono di Sergio Graziani (Walter), Isabella Pasanisi (Stephanie) e Stefano Mondini (Greg), mentre nella versione trasmessa da Rai 3 le voci sono di Pino Locchi (Walter), Anna Rita Pasanisi (Stephanie) e Cesare Barbetti (Greg).

## Critica
Secondo Leonard Maltin il film è "una commedia prevedibile" con "un titolo titillante".

## Promozione
La tagline è: "Why do they call it "adultery," when it makes them act like children?".